# Рибаківка
Рибакі́вка (давніше Гасан-Кале, згодом — до 1945 — Аджияска) — село в Україні, у Коблівській сільській громаді Миколаївського району Миколаївської області. Населення становить 1640 осіб.

## Герб
У лазуровому полі золота зірка з 24-ма золотими променями, обтяжене червоним штурвалом. У зеленій базі срібна виноградна лоза і така ж риба, між ними - срібний пшеничний колосок у стовп.

## Населення

### Мова
Розподіл населення за рідною мовою за даними перепису 2001 року:
| Мова            | Кількість | Відсоток |
| --------------- | --------- | -------- |
| українська      | 1402      | 85.49%   |
| російська       | 185       | 11.28%   |
| вірменська      | 22        | 1.34%    |
| румунська       | 18        | 1.10%    |
| білоруська      | 6         | 0.37%    |
| болгарська      | 2         | 0.12%    |
| інші/не вказали | 5         | 0.30%    |
| Усього          | 1640      | 100%     |

## Історія
Станом на 1886 у селі Аджіяск Тузлівської волості Одеського повіту Херсонської губернії мешкало 679 осіб, налічувалось 94 дворових господарства, існували православна церква та лавка. За 8 верст — лавка. За 15 верст — земська станція, лавка.

## Світлини

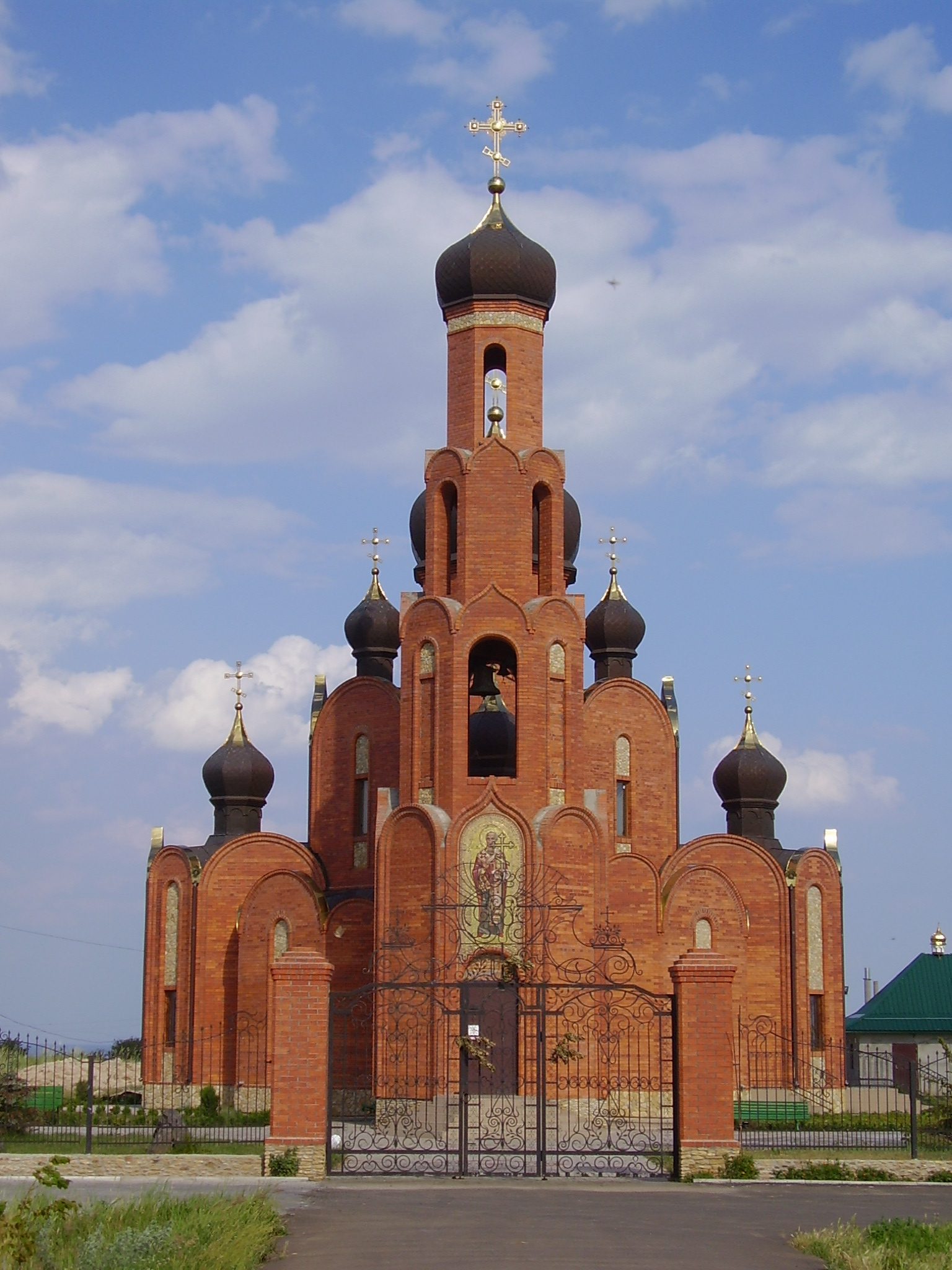
Миколаївська церква
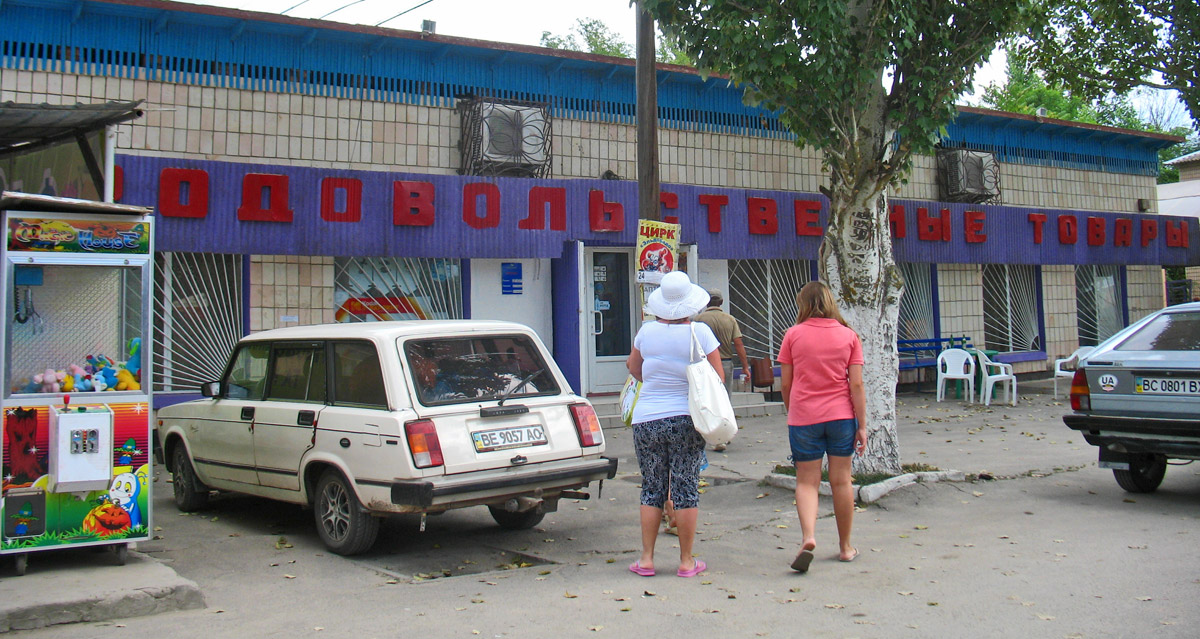
Магазин
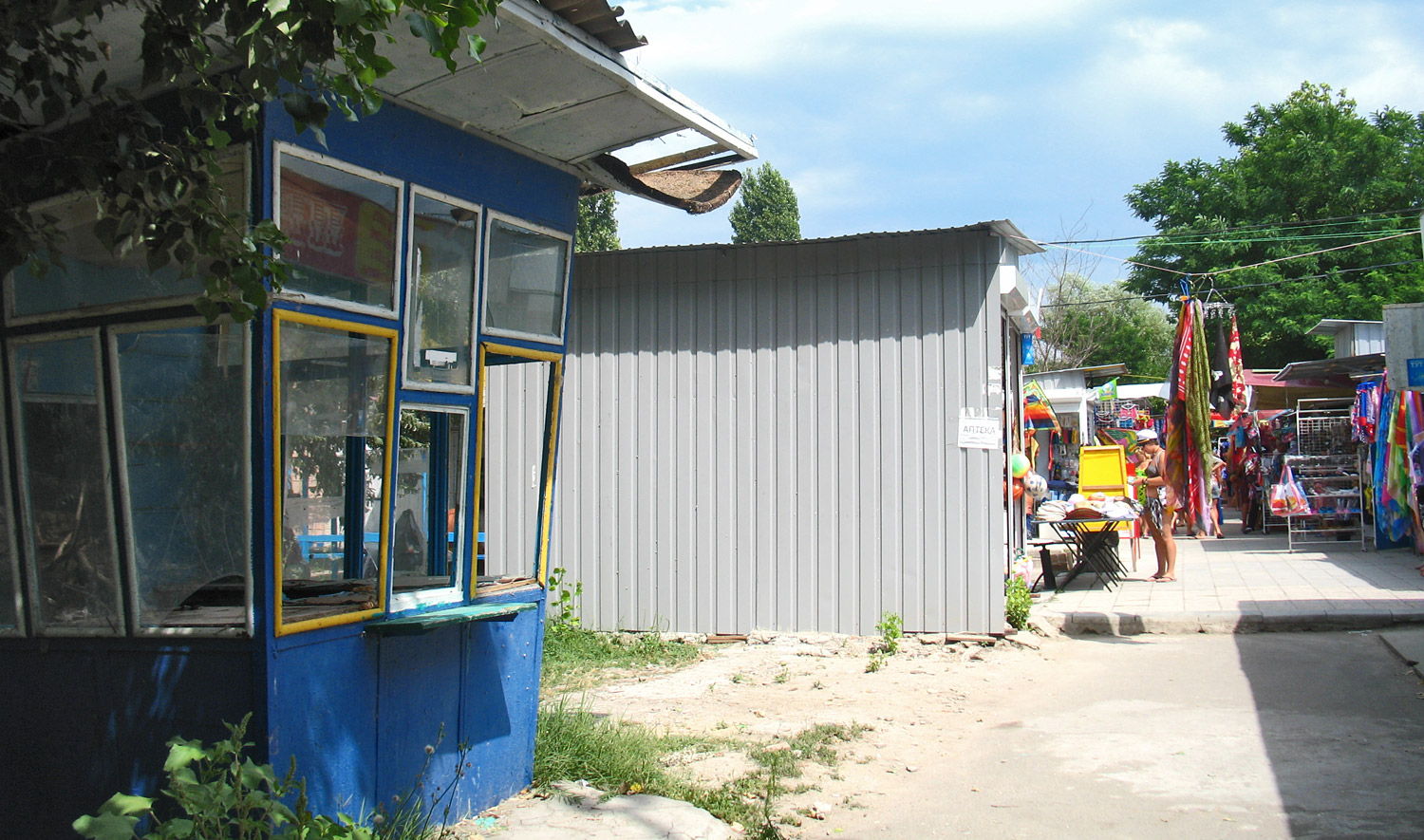
Ринок

## Оздоровлення
Діють оздоровчі табори, зокрема:
- Дитячий оздоровчий табір «Альбатрос»
- Оздоровчо-спортивний табір «Лісотехнік» — НЛТУ України[4][5]
- Дитячий табір «Морська хвиля»[6]